# Ryczałt paliwowy
Ryczałt paliwowy – popularna nazwa sposobu rozliczania kosztów podróży służbowych przy użyciu prywatnych środków lokomocji pracowników (niebędących własnością pracodawcy) delegowanych poza siedzibę firmy, w której są zatrudnieni. Obecnie w praktyce dotyczy wyłącznie podróży wykonywanych pojazdami silnikowymi, zazwyczaj samochodami, także motocyklami i motorowerami, choć teoretycznie w kosztach delegacji rozliczane być mogą koszty podróży rowerem albo nawet furmanką.
Zwrot kosztów przejazdu obejmuje zasadniczo koszt zużytego paliwa, ale także innych materiałów eksploatacyjnych (oleje itp.), koszt amortyzacji pojazdu, koszt jego ubezpieczenia itp.
W praktyce pod pojęciem ryczałtu paliwowego rozumie się dwie formy rozliczeń kosztów podróży:
- ryczałtowo przyznany zwrot kosztów przejazdów w jazdach lokalnych,
- zwrot kosztów przejazdów zamiejscowych.

## Kilometrówka
Stawka za 1 km przebiegu pojazdu (tzw. kilometrówka) ustalana jest na podstawie decyzji kierownika jednostki, przy czym zgodnie z § 2 Rozporządzenia Ministra Infrastruktury w sprawie warunków ustalania oraz sposobu dokonywania zwrotu kosztów używania do celów służbowych samochodów osobowych, motocykli i motorowerów niebędących własnością pracodawcy z roku 2002 nie mogą być one wyższe niż kwota ustalona w tym rozporządzeniu (kwota ta zmieniana jest w drodze nowelizacji rozporządzenia, stosownie do zmian cen; ostatnia nowelizacja miała miejsce w listopadzie 2007).
W jednostkach budżetowych wysokość tych stawek dla poszczególnych środków lokomocji określa odpowiednie rozporządzenie według obowiązujących w Polsce przepisów i zmieniana jest proporcjonalnie do planowanego średniorocznego wskaźnika cen towarów i usług konsumpcyjnych ogółem przyjętego w ustawie budżetowej na dany rok.
Wiele jednostek (zakładów pracy) przyjmuje stawki określone dla jednostek budżetowych. Kierownik jednostki może jednak określić stawki wyższe lub niższe.
Maksymalna wysokość stawki wskazana w rozporządzeniu dla jednostek budżetowych zależna jest od rodzaju pojazdu, którym posługuje się pracownik, a jeśli jest to samochód osobowy, to od pojemności skokowej jego silnika i wynosi od 14 listopada 2007:
0,5214 zł dla samochodu z silnikiem do 900 cm³,
0,8358 zł dla samochodu z silnikiem powyżej 900 cm³,
0,2302 zł dla motocykla,
0,1382 zł dla motoroweru.

## Jazdy lokalne
Koszty te rozliczane są przez przemnożenie stawki za 1 km w zł przez limit kilometrów przyznany pracownikami decyzją pracodawcy na okres jednego miesiąca.
Potrzebę korzystania z samochodu osobowego do jazd lokalnych akceptuje kierownik jednostki wyznaczając pracownikowi stały miesięczny limit kilometrów, który wystarczyć powinien pracownikowi do realizacji jego obowiązków. Limit ten nie może przekraczać:
300 kilometrów miesięcznie – w miejscowościach do 100 tysięcy mieszkańców,
500 kilometrów miesięcznie – w miastach od 100 do 500 tysięcy mieszkańców,
700 kilometrów miesięcznie – w miastach powyżej 500 tysięcy mieszkańców.
Rozliczenie odbywa się na podstawie pisemnego oświadczenia pracownika, w którym określa on m.in. rodzaj posiadanego pojazdu i okres, w którym wykorzystywał go do celów służbowych. Jeśli pracownik w ciągu miesiąca przebywał na urlopie, zwolnieniu lekarskim lub był delegowany poza siedzibę firmy na dłużej niż 8 godzin albo nieobecny z innych powodów (lub też nie dysponował przez pewien czas swoim pojazdem, np. z powodu jego remontu), to przyznany limit zmniejszany jest proporcjonalnie do liczby dni nieobecności o 1/22 całości za każdy dzień nieobecności lub niewykorzystywania pojazdu.
Limit dla pojazdów pracowników w służbie leśnej może zostać podwyższony, maksymalnie do 1500 km, a dla pojazdów pracowników w służbach ratowniczych i w innych podobnych w sytuacji zagrożenia klęską żywiołową, katastrofą ekologiczną lub usuwania ich skutków – maksymalnie do 3000 km.
Ryczałt paliwowy wypłacany pracownikom w ramach limitu przyznanego na przejazdy lokalne od 1 stycznia 2004 obciążany jest 18% (stawka podstawowa) podatkiem dochodowym.

## Jazdy zamiejscowe
Przyznanie ryczałtu za jazdy lokalne nie wyklucza osobnego rozliczania kosztów wyjazdów zamiejscowych (tzw. „delegacji”). Koszty jazd zamiejscowych rozliczane są przez przemnożenie liczby przejechanych pojazdem kilometrów przez stawkę za 1 km. Rozliczanie podróży zamiejscowych zazwyczaj dokonuje się w oparciu o odległości na mapach drogowych.